# 7692 Edhenderson
7692 Edhenderson eller 1981 EZ25 är en asteroid i huvudbältet som upptäcktes den 2 mars 1981 av den amerikanska astronomen Schelte J. Bus vid Siding Spring-observatoriet. Den är uppkallad efter Edward P. Henderson.
Asteroiden har en diameter på ungefär 12 kilometer.